# 난징시루역
난징시루역(중국어: 南京西路站, 한자음: 남경서로역, 영어: West Nanjing Road Station)은 중화인민공화국 상하이 황푸 구에 난징시루(南京西路)와 시먼이루(石门一路)에 위치한 지하철 2호선, 12호선, 13호선 역이다.
2006년 10월 지명을 정리하면서 남북대로의 명칭인 허난중로 역(河南中路站)을 난징둥루로 바꿨기 때문에 기존에 있던 난징루역은 난징시루 역으로 정리되었다.

## 역사
- 1999년 6월 20일 2호선 개통
- 2012년 12호선, 13호선 개통 예정

## 역구조
1면 2선의 지하 역사이다.

## 역주변
- 난징시루

## 버스 환승
23, 24, 41, 104, 128, 921, 955

## 출구
- 1번출구 : 난징시루(南京西路) 남쪽, 타이싱루(泰兴路) 서쪽
- 2번출구 : 난징시루 남쪽, 시먼일루(石门一路西) 서쪽
- 3번출구 : 우장루(吴江路) 남쪽, 시먼일루 서쪽
- 4번출구: 우장루(吴江路) 남쪽, 먀오밍베이루(茂名北路) 동쪽